# Le Démon aux tripes
Pour plus de détails, voir Fiche technique et Distribution.
Le Démon aux tripes (Chi sei?) est un film d'épouvante fantastique italien sorti en 1974, réalisé par Ovidio G. Assonitis et Roberto D'Ettorre Piazzoli.
L'histoire du film est fortement redevable à celle du film L'Exorciste (1973) de William Friedkin dont il peut être considéré comme un épigone italien.

## Synopsis
La tranquillité de la vie domestique de Jessica et Robert Barrett, un discographe, et de leurs deux enfants est brisée lorsque Jessica commence à avoir un comportement étrange : cela est dû à une grossesse inattendue, dont le déroulement réserve de nombreuses surprises, puisque le fœtus, se développant à un rythme anormal, provoque chez la femme des phénomènes typiques de la possession diabolique.
Robert fait alors la connaissance d'un certain Dimitri, qui prétend avoir été le premier amour de Barbara et qui a le pouvoir de la guérir, mais cet homme n'est que la matérialisation temporaire du véritable Dimitri, mort des années plus tôt dans un accident de voiture et qui avait conclu un pacte avec le diable, lequel lui promettait de le réincarner dans le nouveau fils de Jessica.
Le diable, cependant, ne tient pas sa promesse, puisque le bébé est mort-né : puis Dimitri disparaît à jamais et Jessica retrouve sa sérénité.

## Fiche technique
- Titre en français : Le Démon aux tripes[1]
- Titre original : Chi sei?[2]
- Réalisation : Ovidio G. Assonitis (sous le nom de « Oliver Hellman »), Roberto D'Ettorre Piazzoli (sous le nom de « Robert Barrett »)
- Scénario :	Antonio Troiso, Ovidio G. Assonitis (sous le nom de « Oliver Hellman »), Roberto D'Ettorre Piazzoli (sous le nom de « Robert Barrett »)
- Photographie :	Roberto D'Ettorre Piazzoli (sous le nom de « Robert Barrett »)
- Montage : Angelo Curi
- Musique : Franco Micalizzi
- Décors : Piero Filippone
- Effets spéciaux : Wally Gentleman
- Costumes : Franco Velchi (it), Ettora Mariotti
- Maquillage : Otello Sisi, Alfio Meniconi
- Production : Enzo Doria, Ovidio G. Assonitis, Edward L. Montoro (en)
- Société de production : A-Erre Cinematografica
- Pays de production :  Italie
- Langue originale : Italien
- Format : Couleurs - 1,58:1 - Son stéréo - 35 mm
- Durée : 109 minutes
- Genre : Film d'épouvante fantastique
- Dates de sortie :
  - Italie : 21 novembre 1974
  - France : 30 juillet 1975[1]

## Distribution
- Gabriele Lavia : Robert Barrett
- Juliet Mills : Jessica Barrett
- Richard Johnson : Dimitri
- Nino Segurini : Dr. George Staton
- Elizabeth Turner : Barbara Staton
- Luigi Marturano : porteur de la pension de famille
- Joan Acti : Mme Craneweyer
- Barbara Fiorini : Gail Barrett
- Carla Mancini : Mme Francis
- David Colin Jr. : Ken Barrett
- Vittorio Fanfoni : M. Francis
- Edward L. Montoro (en) : Diable/narrateur

## Production
Le scénario du Démon aux tripes a été écrit par Ovidio G. Assonitis (affiché au générique sous le nom de « Oliver Hellman »), Antonio Troiso et Roberto D'Ettorre Piazzoli (sous le nom de « Robert Barrett »).
Les plans intérieurs ont été tournés sur le plateau en Italie, aux studios Incir De Paolis à Rome, tandis que tous les extérieurs ont été tournés sur place à San Francisco.
Mettant en scène une femme possédée par un démon, Le Démon aux tripes a été qualifié de plagiat de L'Exorciste (1973). Warner Bros. a intenté un procès en août 1975 pour obtenir une injonction et 2 millions de dollars de dommages et intérêts, affirmant que le film faisait une concurrence déloyale à L'Exorciste et qu'il violait les droits d'auteur,. Le procès a finalement été réglé en faveur de Warner Bros., le studio recevant un règlement en espèces de la part d'A-Erre Cinematografica s.r.l. et une partie des revenus futurs du film,.